# O Carrabouxo
O Carrabouxo es un personaje de ficción creado por el humorista Xosé Lois Gonzálezen 1982 y que aparece a diario en el periódico La Región de Ourense
.

## Historia
El personaje, creado en 1982, cuenta con historias recogidas en varios libros. En el año 2000 el animador y productor gallego Lhosca Arias realizó una serie de animación de 26 capítulos de 1 minuto de duración sobre el personaje.
En 2002 el escultor César Lombera realizó una escultura de O Carrabouxo que se encuentra en el parque de San Lázaro de Orense.

## Descripción
Se trata de una escultura en bronce. La figura estilizada de O Carrabouxo vestido con un jersey amarillo y un periódico entre sus manos, personifica la conciencia y el compromiso característicos de los gallegos, con un humor crítico hacia el poder público, siempre imbuido de la retranca que los distingue.